# Antonio Gramsci - I giorni del carcere
Antonio Gramsci - I giorni del carcere è un film del 1977 diretto da Lino Del Fra.

## Trama
Antonio Gramsci, condannato a vent'anni di carcere dai tribunali fascisti, rivive le tappe della sua carriera politica e della sua vita privata.

## Produzione

### Riprese
Il carcere visibile nel film è quello di Turi, in Puglia.

## Riconoscimenti
- Pardo d'oro 1977 al Festival del cinema di Locarno